# Liste der Nummer-eins-Hits in Ungarn (1993)
Dies ist eine Liste der Nummer-eins-Hits in Ungarn im Jahr 1993. Sie basiert auf der Top 40 album-, DVD- és válogatáslemez-lista der Magyar Hanglemezkiadók Szövetsége (Mahasz), dem ungarischen Vertreter der International Federation of the Phonographic Industry.

## Alben
| ← 1992 ← | Liste der Nummer-eins-Hits in Ungarn | Liste der Nummer-eins-Hits in Ungarn | Liste der Nummer-eins-Hits in Ungarn | 1994 → |
| \| Zeitraum \| Wo. ges. \| Interpret \| Titel \| Zusätzliche Informationen \| \| (Zeitraum, Wochen auf Platz eins, Interpret, Titel, zusätzliche Informationen) \| \| \| \| \| \| ------------------------------------------------------------------------------ \| -------- \| -------------------------- \| ----------------------------- \| ---------------------------------------------------------------------------------------------------------------------------------------------------------------------------------------------------------------------------------------------------------------------- \| \| 21. Dezember 1992 – 28. Februar 1993 10 Wochen (insgesamt 22) \| 22 \| Rapülők \| Rapülők \| Gut fünf Monate lang im Herbst und Winter 1992/93 war das Album in Ungarn an der Spitze und damit so lange wie kein zweites Album. \| \| 1. März 1993 – 28. März 1993 4 Wochen \| 4 \| Zámbó Jimmy \| Számíthatsz rám \| Der produktive Schlagersänger lieferte nur etwas mehr als ein halbes Jahr nach seinem ersten Nummer-eins-Album einen zweiten Chartspitzenreiter. \| \| 29. März 1993 – 9. Mai 1993 6 Wochen (insgesamt 7) \| 7 \| Ákos \| Karcolatok \| Mit seiner Band Bonanza Banzai hatte er zwei Jahre zuvor bereits ein Nummer-eins-Album, mit seinem Solodebüt knüpft der Sänger direkt daran an. \| \| 10. Mai 1993 – 6. Juni 1993 4 Wochen (insgesamt 6) \| 6 \| (Verschiedene Interpreten) \| Filmslágerek magyarul III. \| Die Samplertrilogie mit auf Ungarisch nachgesungenen internationalen Filmhits brachte es insgesamt in zwei Jahren auf 38 Wochen auf Platz eins. \| \| 7. Juni 1993 – 20. Juni 1993 2 Wochen \| 2 \| (Soundtrack) \| The Bodyguard \| Der Sampler, der zur Hälfte aus Songs der Hauptdarstellerin Whitney Houston besteht, war nicht nur der erste Originalsoundtrack auf Platz eins der Charts seit Charteinführung 1990, sondern überhaupt das erste nicht-ungarische Album. \| \| 21. Juni 1993 – 4. Juli 1993 2 Wochen (insgesamt 6) \| 6 \| (Verschiedene Interpreten) \| Filmslágerek magyarul III. \| – \| \| 5. Juli 1993 – 12. September 1993 10 Wochen \| 10 \| Ace of Base \| Happy Nation \| Die Schweden waren die ersten Ausländer mit einem Nummer-eins-Studioalbum und mit 10 Wochen an der Spitze ist es auch eines der erfolgreichsten aus ausländischer Produktion. \| \| 13. September 1993 – 26. September 1993 2 Wochen \| 2 \| 4 Non Blondes \| Bigger, Better, Faster, More! \| In Erinnerung geblieben ist die kurzlebige Band um Linda Perry vor allem mit dem Hit What’s Up?, doch vor allem auf dem europäischen Kontinent war das Album ebenso erfolgreich. \| \| 27. September 1993 – 10. Oktober 1993 2 Wochen \| 2 \| Haddaway \| The Album \| Haddaway erreichte in vielen Ländern mit seinem Debüt hohe Platzierungen, aber mit Platz eins war er in Ungarn besonders erfolgreich. Wie alle internationale Künstler, die in diesem Jahr an der Spitze standen, konnte auch er diesen Erfolg nicht mehr wiederholen. \| \| 11. Oktober 1993 – 2. Januar 1994 12 Wochen (insgesamt 13) \| 13 \| Rapülők \| Rapeta \| Nur wenig mehr als ein Jahr nach dem äußerst erfolgreichen Debütalbum kehrt das Pop-Rap-Trio an die Chartspitze zurück. In den 68 Wochen nach der ersten Nummer-eins-Platzierung stand die Band 34 Wochen an der Spitze. \| |                                      |                                      |                                      | |
| ← 1992 |                                      |                                      |                                      | → 1994 → |
| Zeitraum | Wo. ges.                             | Interpret                            | Titel                                | Zusätzliche Informationen |
| (Zeitraum, Wochen auf Platz eins, Interpret, Titel, zusätzliche Informationen) |                                      |                                      |                                      | |
| 21. Dezember 1992 – 28. Februar 1993 10 Wochen (insgesamt 22) | 22                                   | Rapülők                              | Rapülők                              | Gut fünf Monate lang im Herbst und Winter 1992/93 war das Album in Ungarn an der Spitze und damit so lange wie kein zweites Album. |
| 1. März 1993 – 28. März 1993 4 Wochen | 4                                    | Zámbó Jimmy                          | Számíthatsz rám                      | Der produktive Schlagersänger lieferte nur etwas mehr als ein halbes Jahr nach seinem ersten Nummer-eins-Album einen zweiten Chartspitzenreiter. |
| 29. März 1993 – 9. Mai 1993 6 Wochen (insgesamt 7) | 7                                    | Ákos                                 | Karcolatok                           | Mit seiner Band Bonanza Banzai hatte er zwei Jahre zuvor bereits ein Nummer-eins-Album, mit seinem Solodebüt knüpft der Sänger direkt daran an. |
| 10. Mai 1993 – 6. Juni 1993 4 Wochen (insgesamt 6) | 6                                    | (Verschiedene Interpreten)           | Filmslágerek magyarul III.           | Die Samplertrilogie mit auf Ungarisch nachgesungenen internationalen Filmhits brachte es insgesamt in zwei Jahren auf 38 Wochen auf Platz eins. |
| 7. Juni 1993 – 20. Juni 1993 2 Wochen | 2                                    | (Soundtrack)                         | The Bodyguard                        | Der Sampler, der zur Hälfte aus Songs der Hauptdarstellerin Whitney Houston besteht, war nicht nur der erste Originalsoundtrack auf Platz eins der Charts seit Charteinführung 1990, sondern überhaupt das erste nicht-ungarische Album.                               |
| 21. Juni 1993 – 4. Juli 1993 2 Wochen (insgesamt 6) | 6                                    | (Verschiedene Interpreten)           | Filmslágerek magyarul III.           | – |
| 5. Juli 1993 – 12. September 1993 10 Wochen | 10                                   | Ace of Base                          | Happy Nation                         | Die Schweden waren die ersten Ausländer mit einem Nummer-eins-Studioalbum und mit 10 Wochen an der Spitze ist es auch eines der erfolgreichsten aus ausländischer Produktion.                                                                                          |
| 13. September 1993 – 26. September 1993 2 Wochen | 2                                    | 4 Non Blondes                        | Bigger, Better, Faster, More!        | In Erinnerung geblieben ist die kurzlebige Band um Linda Perry vor allem mit dem Hit What’s Up?, doch vor allem auf dem europäischen Kontinent war das Album ebenso erfolgreich.                                                                                       |
| 27. September 1993 – 10. Oktober 1993 2 Wochen | 2                                    | Haddaway                             | The Album                            | Haddaway erreichte in vielen Ländern mit seinem Debüt hohe Platzierungen, aber mit Platz eins war er in Ungarn besonders erfolgreich. Wie alle internationale Künstler, die in diesem Jahr an der Spitze standen, konnte auch er diesen Erfolg nicht mehr wiederholen. |
| 11. Oktober 1993 – 2. Januar 1994 12 Wochen (insgesamt 13) | 13                                   | Rapülők                              | Rapeta                               | Nur wenig mehr als ein Jahr nach dem äußerst erfolgreichen Debütalbum kehrt das Pop-Rap-Trio an die Chartspitze zurück. In den 68 Wochen nach der ersten Nummer-eins-Platzierung stand die Band 34 Wochen an der Spitze.                                               |